# Гнусарев, Александр Яковлевич
Александр Яковлевич Гнусарев (1922—1971) — ефрейтор Рабоче-крестьянской Красной Армии, участник Великой Отечественной войны, Герой Советского Союза (1943).

## Биография
Александр Гнусарев родился 28 марта 1922 года в селе Алексеевка (ныне — Аркадакский район Саратовской области). Окончил шесть классов школы, затем в течение трёх лет работал трактористом в колхозе «Страна Советов». В 1942 году Гнусарев был призван на службу в Рабоче-крестьянскую Красную Армию. С февраля 1943 года — на фронтах Великой Отечественной войны. Принимал участие в боях на Донском, Центральном и Белорусском фронтах. Участвовал в Сталинградской и Курской битвах, освобождении Украинской и Белорусской ССР. К октябрю 1943 года ефрейтор Александр Гнусарев был стрелком 1-го батальона 883-го стрелкового полка 193-й стрелковой дивизии 65-й армии Центрального фронта. Отличился во время битвы за Днепр.
15 октября 1943 года Гнусарев был отобран в качестве командира группы для выполнения задания по уничтожению двухамбразурного пулемётного дзота на западном берегу Днепра. В ночь на 16 октября группа из восьми человек начала переправу на резиновой лодке. Во время переправы семь членов группы погибли и Гнусарев остался один. Лодка была распорота пулемётной очередью и начала тонуть. Противник, обстреливавший группу, счёл, что все десантники погибли. Гнусарев добрался до берега, дополз до дзота и бросил внутрь две связки ручных гранат, уничтожив оба пулемёта с расчётами. На рассвете Гнусарев установил красный флаг на развалинах дзота, подав батальону знак, что пора приступать к форсированию. Гнусарев отбивался от противника до подхода подкреплений, получив тяжёлое ранение. В бессознательном состоянии он был эвакуирован в госпиталь, где находился на излечении до конца войны.
Указом Президиума Верховного Совета СССР от 30 октября 1943 года за «отвагу и мужество, проявленные при форсировании Днепра, захвате и удержании плацдарма на правом берегу реки» ефрейтор Александр Гнусарев был удостоен высокого звания Героя Советского Союза с вручением ордена Ленина и медали «Золотая Звезда» за номером 4955.
После войны Гнусарев был демобилизован. Работал в колхозе «Страна Советов». В 1952 году переехал в Саратов, работал в городской пожарной охране. Скончался 17 марта 1971 года.
Был также награждён рядом медалей.

## Память
- Улица в Саратове[2].
- Мемориальная доска в память о Гнусареве установлена Российским военно-историческим обществом на здании Алексеевской средней школы, где он учился.